# Cetatea Liteni
Cetatea Liteni (Cetatea Geczy, Cetatea Lita) este o cetate medievală construită la 3 km sud-vest de satul Liteni (în maghiară Magyarléta) din județul Cluj, pe o stâncă deasupra Văii Iara. 
Cetatea Liteni este înscrisă pe lista monumentelor istorice din județul Cluj elaborată de Ministerul Culturii și Patrimoniului Național din România în anul 2010 (cod CJ-I-m-A-07090.01).

## Așezare
Ruinele cetății Liteni se află la cca 30 km sud-vest de municipiul Cluj-Napoca și la cca 30 km nord-vest de municipiul Turda, cetatea aflandu-se la 3 km sud-vest de satul Liteni, pe o stâncă, deasupra Văii Iara

## Istoric
Atestată documentar din anul 1324 sub numele „Castrum Leta”, cetatea a avut un trecut foarte zbuciumat. În anul 1405 împăratul Zsigmond Luxemburgi (Sigismund de Luxemburg, 1368-1437) a dăruit cetatea orașului Cluj, mai târziu a împărțit moșiile cetății în trei părți: lui Jakcs Janos, lui Vana (un judecător) și lui Laszlo (voievod de Beiuș). După moartea împăratului Sigismund de Luxemburg cetatea a trecut mai întâi în proprietatea lui Losonczi Dezsö, iar mai târziu (după anul 1441) în proprietatea lui Herepei Márk. În anul 1456, Ioan de Hunedoara (Janos Hunyadi) a dăruit cetatea unei verișoare a lui Pongracz Janos (Csolnokosi Klara). După ce familia acesteia s-a stins, cetatea a trecut succesiv în mâinile mai multor proprietari (Perenyi Orsolya, Corvin Janos, Balassa Ferenc, Artanhazi Bornemissza Boldizsar ș.a.). A fost grav avariată ca urmare a exploziei magaziilor de pulbere din subteranele cetății la 12 februarie 1562, în urma unui asediu. În 1569 ruinele și pădurile aferente din vecinătate au fost dăruite lui Geczy Janos care a făcut cetatea din nou locuibilă, descendenții lui locuind aici timp de un secol (până aproximativ în a doua jumătate a secolului al XVII-lea). Numeroase legende se leagă de numele Geczy (numele "Cetatea Geczy" vine din aceasta perioadă). Nu există date precise asupra datei și cauzelor abandonării definitive a cetății, dar este probabil că aceasta s-a petrecut în timpul luptelor Curuților conduși de Francisc Rákóczi al II-lea la începutul secolului al XVIII-lea.
Pe Harta Iosefină a Transilvaniei din 1769-1773 (Sectio 094), cetatea apare sub numele de „Altes Schloß” (“Vechiul Castel”).

## Galerie de imagini

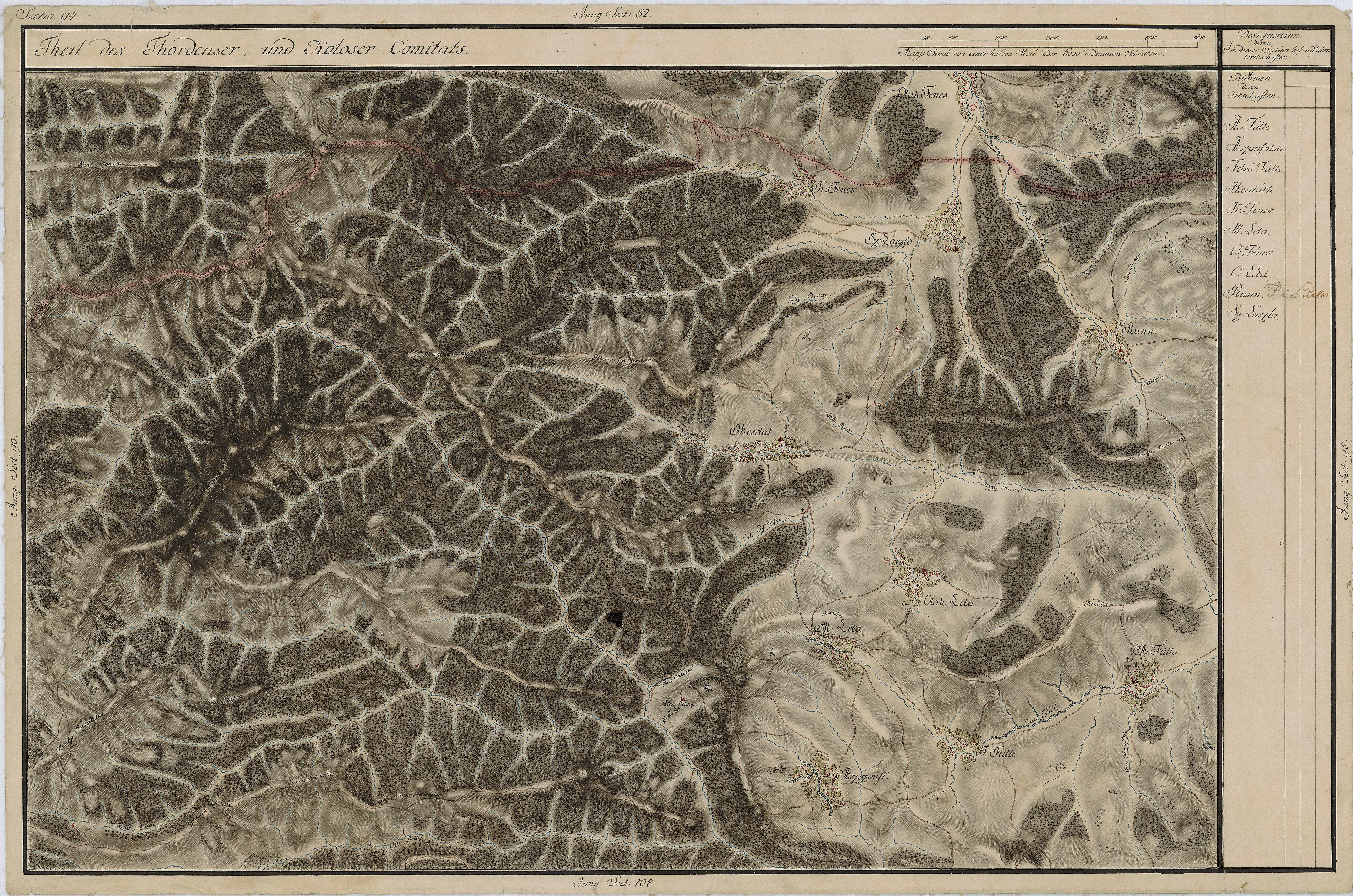
Cetatea Liteni pe Harta Iosefină a Transilvaniei, 1769-1773 (Sectio 094)
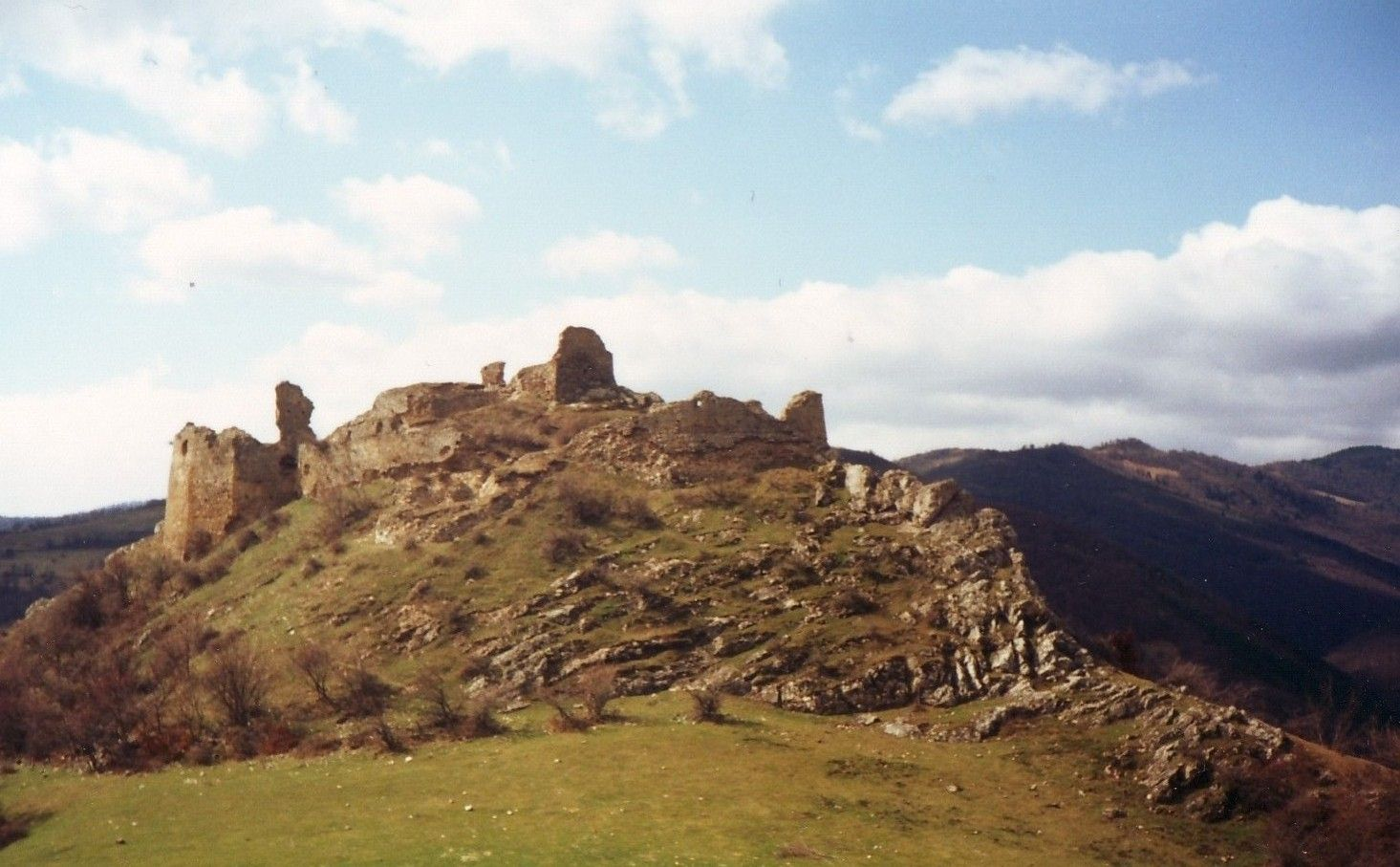
Cetatea Liteni (imagine actuală)
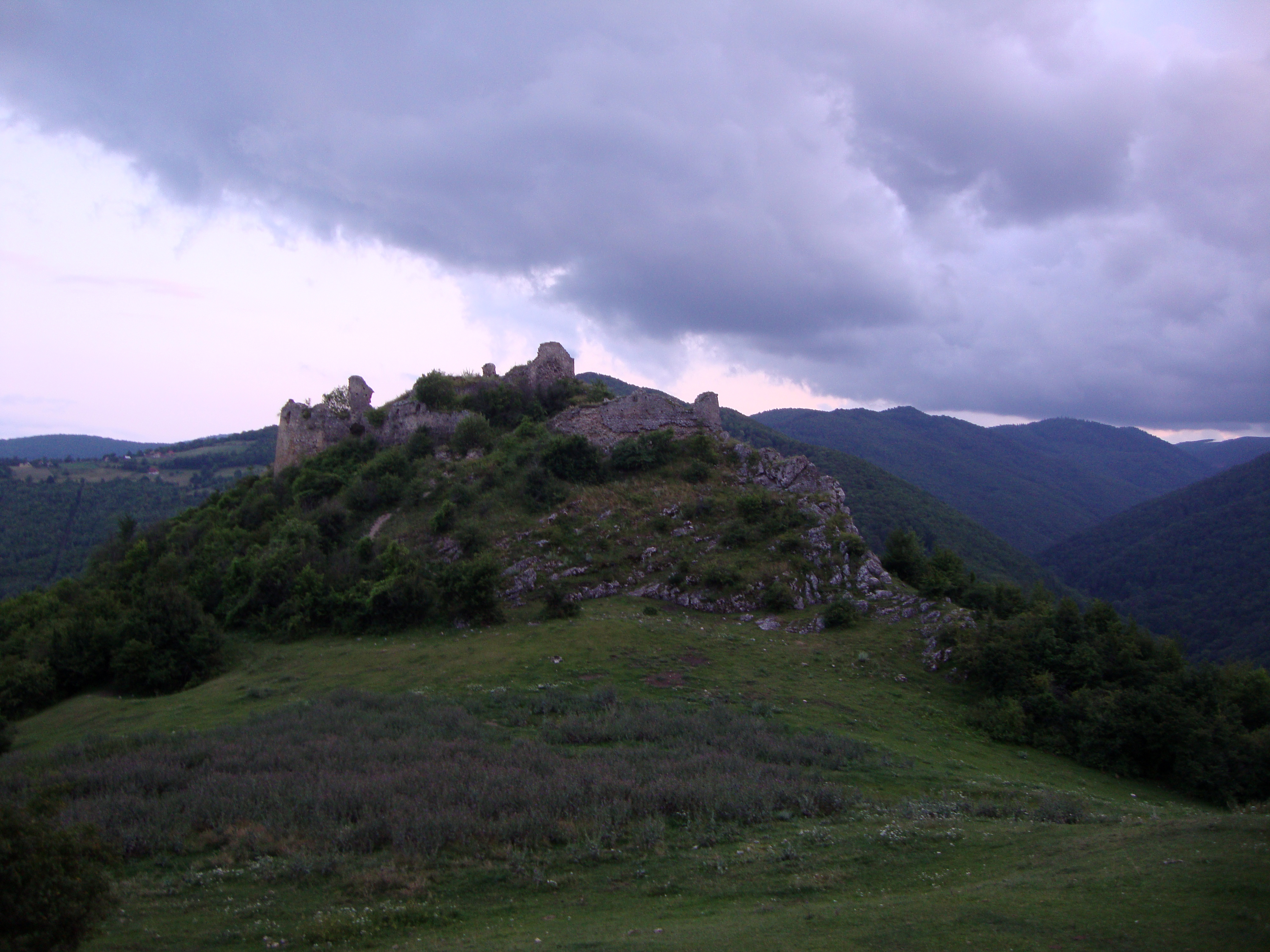
Cetatea în iulie, 2013
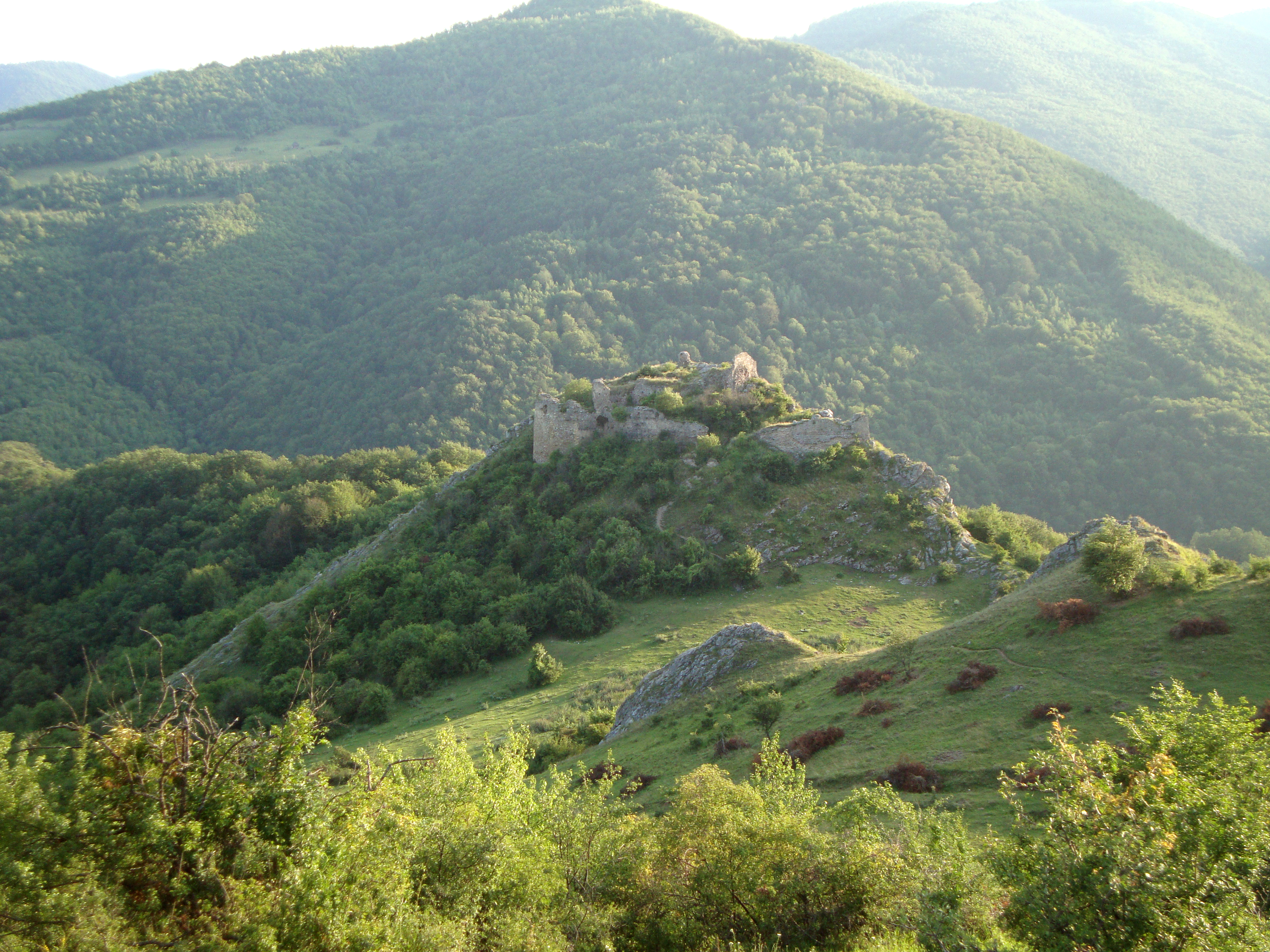
Cetatea în iulie, 2013
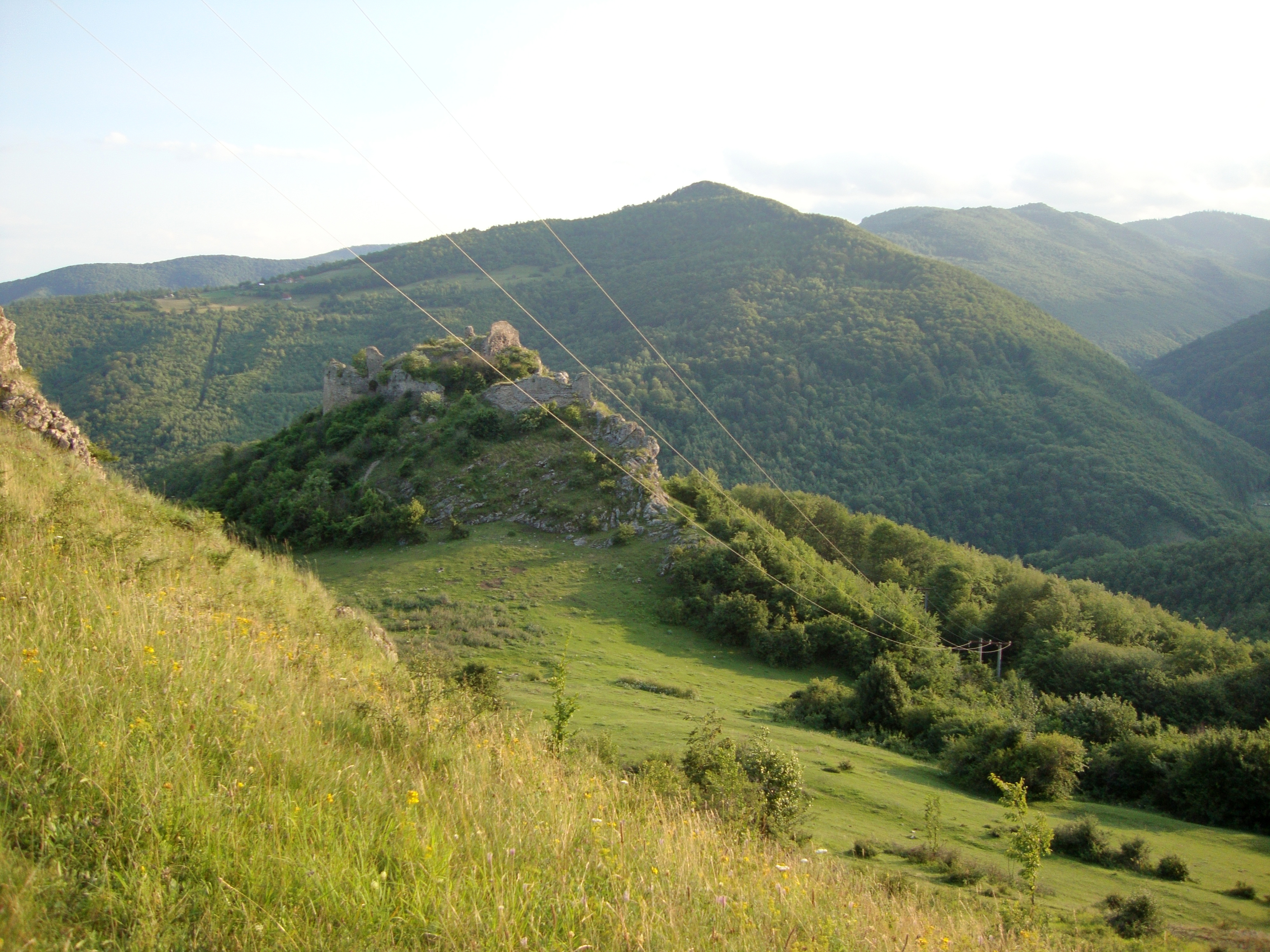
Cetatea în iulie, 2013
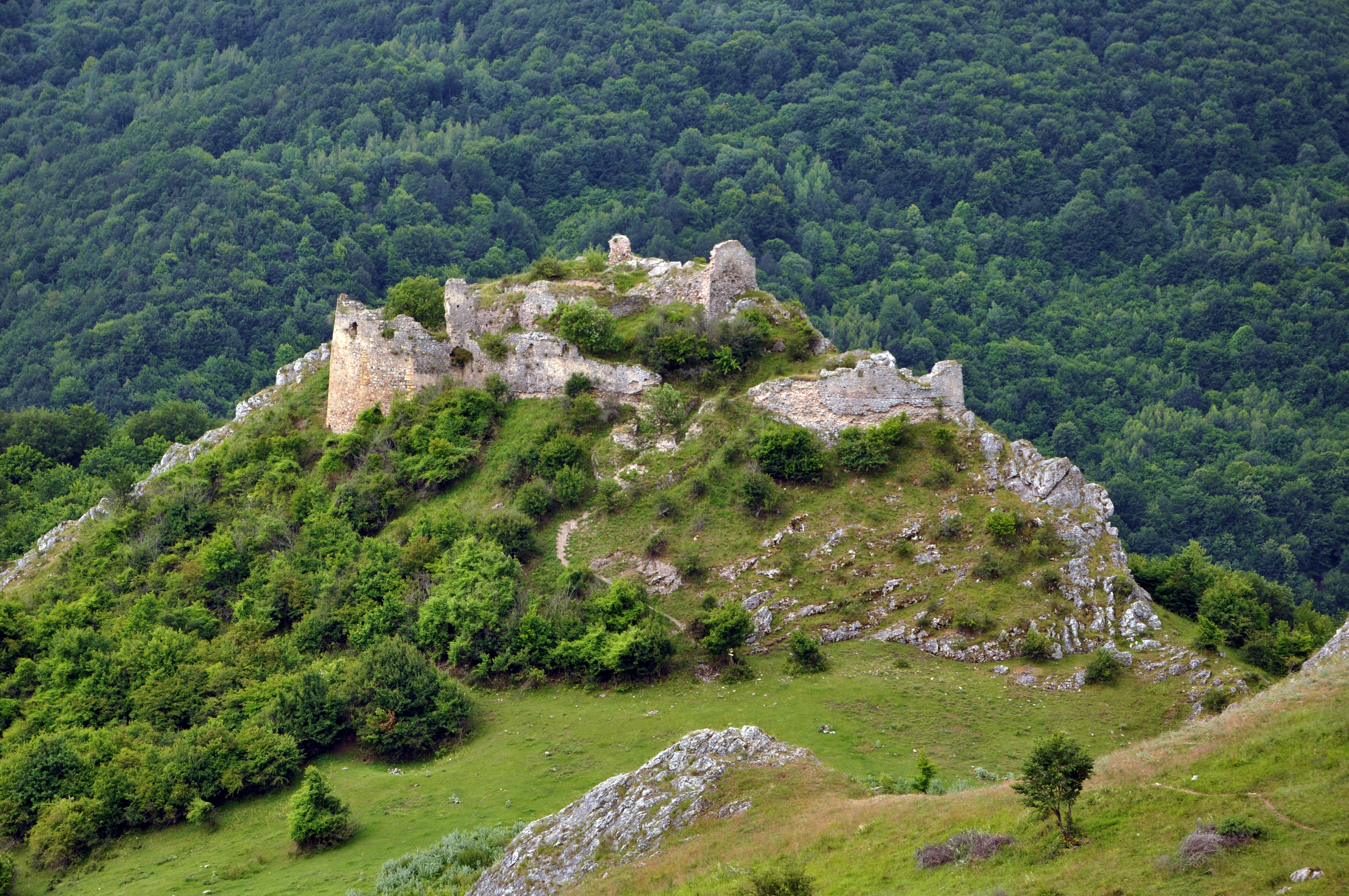
Cetatea in iunie, 2014